# Degranulazione

Processo di degranulazione in un mastocita: 1 = antigene; 2 = IgE; 3 = recettore 1 per il frammento Fc delle IgE; 4 = mediatori pre-sintetizzati (istamina, proteasi, chemochine, eparina); 5 = granuli; 6 - mastocita; 7 - mediatori infiammatori neosintetizzati (prostaglandine, leucotrieni, trombossani, fattore attivante le piastrine)

La degranulazione è un processo cellulare che consiste nel rilascio di molecole con funzione antimicrobica, citotossica o di altro tipo a partire da vescicole secretorie inizialmente presenti nel citoplasma, chiamate appunto "granuli", presenti all'interno di alcune cellule del sistema immunitario.
È un meccanismo usato dai granulociti (eosinofili, basofili, neutrofili e mastociti). È utilizzato anche dalle cellule natural killer e dai linfociti T citotossici.

## Nei mastociti
La degranulazione nei mastociti fa parte della risposta infiammatoria e comporta il rilascio di sostanze come l'istamina. I granuli dei mastociti mediano svariati processi biologici, come la vasodilatazione, omeostasi vascolare, risposte immunitarie innate e adattative, l'angiogenesi e la detossificazione dai veleni.
Gli antigeni interagiscono con le IgE già legate ai recettori ad alta affinità per la regione Fc di queste immunoglobuline; questo attiva alcune tirosin-chinasi presenti all'interno del mastocita, inducendo la degranulazione. Il mastocita libera così molti composti chimici diversi, tra cui l'istamina, alcuni proteoglicani, serotonina e determinate serina proteasi.

## Nei granulociti eosinofili
Con un meccanismo simile, gli eosinofili rilasciano mediatori dell'infiammazione pre-sintetizzati, come la cosiddetta proteina basica maggiore e alcuni enzimi con funzione litica, tra cui la perossidasi. Ciò avviene tra i recettori per il frammento Fc IgE e quelle stesse immunoglobuline, le quali sono spesso associate a parassiti di grandi dimensioni, come gli elminti.

## Nei granulociti neutrofili
La degranulazione nei neutrofili può verificarsi in risposta a un'infezione e i granuli risultanti vengono rilasciati per proteggere i tessuti dal danneggiamento. Un'eccessiva degranulazione dei neutrofili, talvolta causata da batteri, è associata a determinati patologie di natura infiammatoria, come l'asma e lo shock settico.
Nei neutrofili esistono quattro tipi di granuli che presentano differenze nel contenuto e nella regolazione; tra di essi, le vescicole secretorie hanno la maggiore propensione ad andare incontro a degranulazione; seguono i granuli di gelatinasi, i cosiddetti granuli specifici e i granuli azzurrofili (chiamati così in quanto si colorano di azzurro intenso con la tecnica di Romanowsky).

## Nelle natural killers e nei linfociti T citotossici
I linfociti T citotossici e le cellule natural killer degranulano rilasciando molecole mediante esocitosi diretta; essa consente di liberare perforina, granzimi e altre molecole con spiccate proprietà litiche nei confronti delle cellule infette.